# Liste der Kulturgüter in Anniviers
Die Liste der Kulturgüter in Anniviers enthält alle Objekte in der Gemeinde Anniviers im Kanton Wallis, die gemäss der Haager Konvention zum Schutz von Kulturgut bei bewaffneten Konflikten, dem Bundesgesetz vom 20. Juni 2014 über den Schutz der Kulturgüter bei bewaffneten Konflikten sowie der Verordnung vom 29. Oktober 2014 über den Schutz der Kulturgüter bei bewaffneten Konflikten unter Schutz stehen.
Objekte der Kategorien A und B sind vollständig in der Liste enthalten, Objekte der Kategorie C fehlen zurzeit (Stand: 1. Januar 2023).

## Kulturgüter
| Foto |                                                                                              | Objekt | Kat. | Typ | Standort                                            | Beschreibung                                                                  |
| ---- | -------------------------------------------------------------------------------------------- | --- | ---- | --- | --------------------------------------------------- | ----------------------------------------------------------------------------- |
| ja   | Datei hochladen · Wikidata zu Mühlen von Saint-Luc (Q27479479)                               | Gruppe von 5 Mühlen / Groupe des 5 moulins KGS-Nr.: 07106                                                                                    | A    | G   | Saint-Luc, Route d’Orzèrett 96–104 612839 / 118360  |                                                                               |
| ja   | Datei hochladen · Wikidata zu Ilôt Bosquet (Q29527651)                                       | Ilôt Bosquet – Chlasche, Schalensteine unbekannter Zeitstellung / Ilôt Bosquet – Chlasche, pierres à cupules période inconnue KGS-Nr.: 09699 | A    | F   | Grimentz 610099 / 113245                            |                                                                               |
| BW   | Datei hochladen · Wikidata zu Petits-Pontis Brücke (Q131352050)                              | Petits-Pontis Brücke / Pont des Petits-Pontis KGS-Nr.: 06644                                                                                 | B    | G   | Chandolin, Route d'Anniviers 610552 / 122762        | Stahlbeton-Brücke 1953/54 durch den Bauingenieur Alexandre Sarrasin errichtet |
| BW   | Datei hochladen · Wikidata zu Wasserkraftwerk Mottec (Q131355072)                            | Wasserkraftwerk Mottec / Usine hydroélectrique de Mottec KGS-Nr.: 06645                                                                      | B    | G   | Zinal, Route de l’Usine 6 614017 / 111349           |                                                                               |
| BW   | Datei hochladen · Wikidata zu Grand Hôtel du Cervin (Q131355456)                             | Grand Hôtel du Cervin KGS-Nr.: 06657 | B    | G   | Saint-Luc, Rue du Cervin 29 612172 / 118892         |                                                                               |
| ja   | Datei hochladen · Wikidata zu Kirche Sainte-Barbe (Q29891853)                                | Kirche Sainte-Barbe / Église Sainte-Barbe KGS-Nr.: 06689                                                                                     | B    | G   | Chandolin, Chemin des Tsavonnés 32 611663 / 122346  |                                                                               |
| BW   | Datei hochladen · Wikidata zu Grosser Speicher (Q131358166)                                  | Grosser Speicher / Le grand grenier KGS-Nr.: 06721                                                                                           | B    | G   | Grimentz, Roâ du Marais 20 610579 / 114145          |                                                                               |
| BW   | Datei hochladen · Wikidata zu Hotel Bella Tola (Q131358394)                                  | Hôtel Bella Tola KGS-Nr.: 06742 | B    | G   | Saint-Luc, Route Principale 8 612072 / 118929       |                                                                               |
| ja   | Datei hochladen · Wikidata zu Die 3 weissen Zellen (Q29891857)                               | Die drei weissen Zellen / Les trois caves blanches KGS-Nr.: 06768                                                                            | B    | G   | Grimentz, Roâ du Marais 2 610606 / 114134           |                                                                               |
| ja   | Datei hochladen · Wikidata zu Kapelle Saint-Jean (Ausstattung) (Q29891846)                   | Kapelle Saint-Jean / Chapelle Saint-Jean KGS-Nr.: 07101                                                                                      | B    | G   | Saint-Jean, Rue St-Jean d’en Bas 32 611308 / 116103 |                                                                               |
| ja   | Datei hochladen · Wikidata zu Pierre des Sauvages, Schalenstein unbekannter Zeit (Q29891861) | Pierre des Sauvages, Schalenstein unbekannter Zeitstellung / Pierre des Sauvages, pierre à cupules période inconnue KGS-Nr.: 07108           | B    | F   | Saint-Luc 612439 / 118972                           |                                                                               |
| ja   | Datei hochladen · Wikidata zu Kapelle Sainte-Marie du Château mit Archiv (Q29891834)         | Kapelle Sainte-Marie du Château / Chapelle Sainte-Marie du château KGS-Nr.: 07204                                                            | B    | G   | Vissoie, Rue du Château 9 611221 / 118260           |                                                                               |
| ja   | Datei hochladen · Wikidata zu Pfarrhaus (Q29891851)                                          | Pfarrhaus / Cure KGS-Nr.: 07205 | B    | G   | Vissoie, Rue du Château 5 611275 / 118217           |                                                                               |
| ja   | Datei hochladen · Wikidata zu Kirche Sainte-Euphémie (Q29891855)                             | Kirche Sainte-Euphémie / Église Sainte-Euphémie KGS-Nr.: 07206                                                                               | B    | G   | Vissoie, Route de Grimentz 2 611279 / 118189        |                                                                               |
| ja   | Datei hochladen · Wikidata zu Turm (Q29891864)                                               | Turm / Tour KGS-Nr.: 07207 | B    | G   | Vissoie, Place de la Tour 1 611358 / 118145         |                                                                               |
| ja   | Datei hochladen · Wikidata zu Vikariat (Q29891866)                                           | Vikariat / Vicariat KGS-Nr.: 07208 | B    | G   | Vissoie, Rue du Château 7 611259 / 118209           |                                                                               |